# Dmitri Yefrémov
Dmitri Vladislávovich Yefrémov (en ruso: Дмитрий Владиславович Ефремов; Uliánovsk, Rusia, 1 de abril de 1995) es un futbolista ruso que juega de centrocampista en el F. C. Amkal Moscú.

## Trayectoria
Yefrémov debutó el 24 de abril de 2012 para la Akademiya Tolyatti en la Segunda División de Rusia, contra el FC Gornyak Uchaly.
Debutó en la Liga Premier de Rusia con el CSKA Moscú el 9 de marzo de 2013, en el encuentro contra el FC Krylia Sovetov Samara. 
Se fue a préstamo al Slovan Liberec el 31 de agosto de 2015 por toda la temporada, y el 5 de julio de 2017, Yefrémov fue cedido a préstamo por segunda vez al FC Orenburg por toda la temporada 2017-18.
Dejó el CSKA el 17 de diciembre de 2019, cuando su contrato con el club terminó. Dos meses después, el FC Ural hizo oficial su fichaje hasta junio de 2021. En febrero de ese mismo año se marchó al P. F. C. Krylia Sovetov Samara.

## Selección nacional
Yefrémov debutó con la selección de Rusia el 31 de marzo de 2015, en un amistoso contra Kazajistán. 

## Estadísticas
Actualizado al último partido disputado el 4 de septiembre de 2024.
| Club | Div.          | Temporada     | Liga  | Liga  | Copas nacionales(1) | Copas nacionales(1) | Copas internacionales(2) | Copas internacionales(2) | Total | Total |
| Club | Div.          | Temporada     | Part. | Goles | Part.               | Goles               | Part.                    | Goles                    | Part. | Goles |
| --- | ------------- | ------------- | ----- | ----- | ------------------- | ------------------- | ------------------------ | ------------------------ | ----- | ----- |
| F. C. Akademiya Tolyatti · Rusia | 3.ª           | 2011-12       | 6     | 1     | 0                   | 0                   | ―                        | ―                        | 6     | 1     |
| F. C. Akademiya Tolyatti · Rusia | 3.ª           | 2012-13       | 10    | 2     | 1                   | 0                   | ―                        | ―                        | 11    | 2     |
| F. C. Akademiya Tolyatti · Rusia | Total club    | Total club    | 16    | 3     | 1                   | 0                   | 0                        | 0                        | 17    | 3     |
| P. F. C. CSKA Moscú · Rusia | 1.ª           | 2012-13       | 3     | 0     | 1                   | 0                   | 0                        | 0                        | 4     | 0     |
| P. F. C. CSKA Moscú · Rusia | 1.ª           | 2013-14       | 7     | 0     | 2                   | 0                   | 0                        | 0                        | 9     | 0     |
| P. F. C. CSKA Moscú · Rusia | 1.ª           | 2014-15       | 10    | 0     | 4                   | 0                   | 5                        | 0                        | 19    | 0     |
| P. F. C. CSKA Moscú · Rusia | 1.ª           | 2015-16       | 1     | 0     | 0                   | 0                   | 0                        | 0                        | 1     | 0     |
| F. C. Slovan Liberec · República Checa | 1.ª           | 2015-16       | 16    | 0     | 0                   | 0                   | 5                        | 1                        | 21    | 1     |
| F. C. Slovan Liberec · República Checa | Total club    | Total club    | 16    | 0     | 0                   | 0                   | 5                        | 1                        | 21    | 1     |
| F. C. Orenburg · Rusia | 1.ª           | 2016-17       | 20    | 1     | 2                   | 1                   | ―                        | ―                        | 22    | 2     |
| F. C. Orenburg · Rusia | 2.ª           | 2017-18       | 29    | 1     | 1                   | 0                   | ―                        | ―                        | 30    | 1     |
| F. C. Orenburg · Rusia | Total club    | Total club    | 49    | 2     | 3                   | 1                   | 0                        | 0                        | 52    | 3     |
| P. F. C. CSKA Moscú · Rusia | 1.ª           | 2018-19       | 14    | 0     | 2                   | 0                   | 3                        | 0                        | 19    | 0     |
| P. F. C. CSKA Moscú · Rusia | 1.ª           | 2019-20       | 2     | 0     | 0                   | 0                   | 0                        | 0                        | 2     | 0     |
| P. F. C. CSKA Moscú · Rusia | Total club    | Total club    | 37    | 0     | 9                   | 0                   | 8                        | 0                        | 54    | 0     |
| F. C. Ural Ekaterimburgo · Rusia | 1.ª           | 2019-20       | 8     | 0     | 2                   | 0                   | ―                        | ―                        | 10    | 0     |
| F. C. Ural Ekaterimburgo · Rusia | 1.ª           | 2020-21       | 10    | 0     | 1                   | 0                   | ―                        | ―                        | 11    | 0     |
| F. C. Ural Ekaterimburgo · Rusia | Total club    | Total club    | 18    | 0     | 3                   | 0                   | 0                        | 0                        | 21    | 0     |
| P. F. C. Krylia Sovetov Samara · Rusia | 2.ª           | 2020-21       | 4     | 1     | 1                   | 0                   | ―                        | ―                        | 5     | 1     |
| P. F. C. Krylia Sovetov Samara · Rusia | Total club    | Total club    | 4     | 1     | 1                   | 0                   | 0                        | 0                        | 5     | 1     |
| F. C. Akron Tolyatti · Rusia | 2.ª           | 2021-22       | 16    | 3     | 0                   | 0                   | ―                        | ―                        | 16    | 3     |
| F. C. Akron Tolyatti · Rusia | Total club    | Total club    | 16    | 3     | 0                   | 0                   | 0                        | 0                        | 16    | 3     |
| F. C. Volga Ulyanovsk · Rusia | 2.ª           | 2022-23       | 20    | 2     | 3                   | 2                   | ―                        | ―                        | 23    | 4     |
| F. C. Volga Ulyanovsk · Rusia | Total club    | Total club    | 20    | 2     | 3                   | 2                   | 0                        | 0                        | 23    | 4     |
| F. C. Tekstilshchik Ivanovo · Rusia | 3.ª           | 2023-24       | 18    | 1     | 1                   | 0                   | ―                        | ―                        | 19    | 1     |
| F. C. Tekstilshchik Ivanovo · Rusia | Total club    | Total club    | 18    | 1     | 1                   | 0                   | 0                        | 0                        | 19    | 1     |
| F. C. Amkal Moscú · Rusia |               | 2024-25       | ―     | ―     | 1                   | 0                   | ―                        | ―                        | 1     | 0     |
| F. C. Amkal Moscú · Rusia | Total club    | Total club    | 0     | 0     | 1                   | 0                   | 0                        | 0                        | 1     | 0     |
| Total carrera | Total carrera | Total carrera | 194   | 12    | 22                  | 3                   | 13                       | 1                        | 229   | 16    |
| (1) Incluye datos de Copa de Rusia, Supercopa de Rusia, Copa de la República Checa. (2) Incluye datos de Liga de Campeones de la UEFA y Liga Europa de la UEFA. |               |               |       |       |                     |                     |                          |                          |       |       |

### Selección nacional
| Selección      | Temporada     | Encuentros | Encuentros |
| Selección      | Temporada     | Part.      | Goles      |
| -------------- | ------------- | ---------- | ---------- |
| sub-16 · Rusia | 2010-2011     | 6          | 0          |
| sub-16 · Rusia | Total         | 6          | 0          |
| sub-17 · Rusia | 2011-2012     | 10         | 1          |
| sub-17 · Rusia | Total         | 10         | 1          |
| sub-18 · Rusia | 2013          | 6          | 3          |
| sub-18 · Rusia | Total         | 6          | 3          |
| sub-19 · Rusia | 2012-2014     | 11         | 3          |
| sub-19 · Rusia | Total         | 11         | 3          |
| sub-21 · Rusia | 2013-2016     | 16         | 0          |
| sub-21 · Rusia | Total         | 16         | 0          |
| Adulta · Rusia | 2015          | 1          | 0          |
| Adulta · Rusia | Total         | 1          | 0          |
| Total carrera  | Total carrera | 50         | 7          |

## Palmarés

### Títulos nacionales
| Título                | Club                | País  | Año     |
| --------------------- | ------------------- | ----- | ------- |
| Liga Premier de Rusia | P. F. C. CSKA Moscú | Rusia | 2012-13 |
| Copa de Rusia         | P. F. C. CSKA Moscú | Rusia | 2012-13 |
| Supercopa de Rusia    | P. F. C. CSKA Moscú | Rusia | 2013    |
| Liga Premier de Rusia | P. F. C. CSKA Moscú | Rusia | 2013-14 |
| Supercopa de Rusia    | P. F. C. CSKA Moscú | Rusia | 2018    |